# Pungitius
Pungitius is een geslacht van straalvinnige vissen uit de familie van stekelbaarzen (Gasterosteidae). Het geslacht is voor het eerst wetenschappelijk beschreven in 1848 door Coste.

## Soorten
- Pungitius hellenicus Stephanidis, 1971
- Pungitius laevis (Cuvier, 1829)
- Pungitius platygaster (Kessler, 1859)
- Pungitius pungitius (Linnaeus, 1758) – Tiendoornige stekelbaars
- Pungitius tymensis (Nikolskii, 1889)
- Pungitius sinensis (Guichenot, 1869)
- Pungitius bussei (Warpachowski, 1888)
- Pungitius polyakovi Shedko, Shedko & Pietsch, 2005
- Pungitius stenurus (Kessler, 1876)

Niet geaccepteerde soort:
- Pungitius kaibarae (Tanaka, 1915) geaccepteerd als Pungitius sinensis (Guichenot, 1869)